# Asociación de Fútbol de Montserrat
La Asociación de Fútbol de Montserrat (en inglés Montserrat Football Association), es el organismo que rige al fútbol en el Territorio Dependente de la Isla de Montserrat. Fue fundada en 1973, afiliada a la FIFA en 1996 y a la CONCACAF en 1994. Está a cargo del Campeonato Territorial de Fútbol de Montserrat la Selección de fútbol de Montserrat y la Selección femenina de fútbol de Montserrat además de todas las categorías inferiores.